# Megachile aurantiaca
Megachile aurantiaca är en biart som beskrevs av Heinrich Friese 1905. Megachile aurantiaca ingår i släktet tapetserarbin, och familjen buksamlarbin. Inga underarter finns listade i Catalogue of Life.